# محوطه ماشکید ۹
محوطه ماشکید ۹ مربوط به هزاره سوم و ۴ قبل از میلاد است و در شهرستان سراوان، بخش جالق، ۱۷/۵ کیلومتری شمالغرب شهرجالق، منطقه آب سردین واقع شده و این اثر در تاریخ ۲۸ اسفند ۱۳۸۵ با شمارهٔ ثبت ۱۸۹۳۱ به‌عنوان یکی از آثار ملی ایران به ثبت رسیده است.